# United Society
Die United Society (dt. „Vereinigte Gesellschaft“, auch: Us; registered no. 234518) ist eine Non-Profit-Organisation mit christlich-missionarischer Ausrichtung, die in Großbritannien gegründet wurde und bis heute besteht.
Sie wurde 1701 zunächst durch eine Royal Charter als Society for the Propagation of the Gospel in Foreign Parts (SPG) (dt. etwa „Gesellschaft für die Verbreitung des Evangeliums in fremden Regionen“) gegründet und hatte das Ziel die missionarische Auslandsarbeit der Church of England zu finanzieren und zu koordinieren. Die Gesellschaft wurde 1965 umbenannt in United Society for the Propagation of the Gospel (USPG), nachdem sich die Universities' Mission to Central Africa (UMCA) angeschlossen hatte. 1968 schloss sich auch die Cambridge Mission to Delhi an. Eine weitere Namensänderung zu United Society (Us) wurde im November 2012 vollzogen.
In den mehr als dreihundert Jahren ihres Bestehens hat die Gesellschaft mehr als 15.000 Männer und Frauen in Missionsaufgaben innerhalb der weltweiten Anglikanischen Gemeinschaft unterstützt. In Zusammenarbeit mit Partnerkirchen liegt momentan der Schwerpunkt auf Nothilfeprogrammen, Langzeit-Entwicklungshilfe und Kirchenmitarbeiter-Training. Die Organisation ermutigt Gemeinden im Vereinigten Königreich und Irland die Missionsarbeit durch Spenden, Gebet und persönliche Kontakte zu unterstützen.

## Geschichte

### Gründung und Missionsarbeit in Nordamerika
1700 forderte Henry Compton, der Bischof von London (1675–1713), den Reverend Thomas Bray auf, über den Zustand der Church of England in den Amerikanischen Kolonien zu berichten. Bray überbrachte nach ausgedehnten Reisen die Nachricht, dass die Anglikanische Kirche in Amerika nur „wenig geistliches Leben“ habe und dass sie in „schlechter organisatorischer Verfassung“ sei. Durch Brays Initiative wurde am 16. Juni 1701 die Society for the Propagation of the Gospel in Foreign Parts durch eine Einberufung autorisiert und durch die Royal Charter bestätigt. Wilhelm III. erließ eine Charta, die die SPG als „eine Organisation installierte, die ermächtigt war, Priester und Lehrer nach Amerika zu entsenden, um den Dienst der Kirche an den Kolonisten zu unterstützen.“ Die neue Organisation hatte zwei Hauptaufgaben: „Kirchlicher Dienst an den Britischen Menschen in Übersee und Evangelisation der nicht-christlichen Stämme der Welt.“
Die ersten beiden Missionare, Absolventen der University of Aberdeen, George Keith und Patrick Gordon, schifften sich am 24. April 1702 nach Nordamerika ein. 1710 war die Ordnung der Gesellschaft erweitert worden und umfasste nun die Arbeit unter Afrikanischen Sklaven auf den Westindischen Inseln und Indianer in Nordamerika. Die SPG finanzierte Geistliche und Lehrer, versandte Bücher und unterstützte Täuflinge durch jährliche „Fundraising Sermons“ in London, durch die die Arbeit der Gesellschaft bekannt gemacht wurde. Queen Anne war eine berühmte frühe Unterstützerin. Sie steuerte Geld aus ihrer eigenen Schatulle bei und erlaubte es 1711, den ersten von vielen jährlichen Königlichen Briefen (Royal Letter) zu veröffentlichen, der Gemeinden in England beauftragte, einen „freiwillige Beitrag“ (liberal contribution) für die Arbeit der Society in Übersee zu spenden.
In Neu-England traf die Society auf eine wachsende congregationalistische Bewegung, aber mit fähigen Leitern errang sie in traditionell eher puritanischen Staaten wie Connecticut und Massachusetts tragfähigen Rückhalt. Die SPG half auch dabei, Pläne für neue Kirchen unter Verwendung lokal vorhandener Baumaterialien zu entwerfen, einschließlich der Kirchtürme. Die „white church with steeple“ wurde von anderen Gemeinden kopiert und wurde eine Ikone der „New England-style churches“ unter den protestantischen Denominationen. Dieser Baustil wurde sogar in den südlichen Kolonien kopiert.
Von 1702 bis zum Ende der Amerikanischen Revolution 1783 hatte die SPG mehr als 309 Missionare rekrutiert und in die Kolonien entsandt. Viele der Pfarreien, die von SPG-Mitarbeitern an der Ostküste der Vereinigten Staaten gegründet wurden, sind heute als Historic Parishes der Episcopal Church eingetragen. SPG-Mitarbeiter waren angehalten, ein einfaches Leben zu führen, bedeutende Mittel wurden jedoch darauf verwendet, neue kirchliche Anwesen einzurichten. Die ordinierten, universitär ausgebildeten SPG-Kleriker wurden von Thomas Jefferson als „Anglican Jesuits“ bezeichnet und wurden aus allen Teilen der Britischen Inseln und darüber hinaus angeworben. Nur ein Drittel der Missionare im 18. Jahrhundert waren Engländer. Zu ihren Mitarbeitern gehörten so bekannte Persönlichkeiten wie George Keith und John Wesley, der Gründer des Methodismus.

### Westindische Inseln
Durch ein Vermächtnis von Christopher Codrington von 1710, mit der Auflage Codrington College einzurichten, wurde die SPG eine bedeutende Sklaven-Eigentümerin auf Barbados im 18. und frühen 19. Jahrhundert. Während es das Ziel war, Geldmittel für das College zu erwirtschaften, profitierte die Gesellschaft von der Zwangsarbeit von tausenden von Sklaven auf den Codrington Plantations. Viele der Sklaven starben an Dysenterie, Typhus und Erschöpfung.
In dieser Zeit wurden viele Institutionen aus Mitteln finanziert, die durch Sklavenarbeit und -handel erworben worden waren, so zum Beispiel All Souls College und die Harvard University. Der Besitz der Codrington Plantations war jedoch eine dauernde Quelle von Kontroversen für die SPG und die Church of England. 1783 nutzte Bischof Beilby Porteus, ein früher Vorkämpfer des Abolitionismus, die jährliche SPG-Predigt, um die Zustände auf den Codrington Plantatagen zu schildern, und rief die SPG dazu auf, ihre Verbindung mit dem Sklavenhandel aufzugeben. 1820–29 arbeiteten 359 Sklaven auf der Codrington Plantage, die jährlich £2472 Pfund Gewinn abwarf. Als 1833 der Slavery Abolition Act 1833 in Kraft trat, wurden die Sklaven der SPG freigelassen. Die SPG wurde großzügig entschädigt, die freigelassenen Sklaven blieben land- und mittellos zurück.
Auf der Generalsynode der Church of England im Februar 2006 wurde einstimmig beschlossen, sich bei den Nachkommen der Sklaven zu entschuldigen, nachdem an die Rolle der Kirche erinnert wurde, den Slave Trade Act 1807 durchzusetzen. Der Rt. Revd Tom Butler, Bischof von Southwark bestätigte in einer Ansprache vor der Abstimmung noch einmal, dass die Society for the Propagation of the Gospel in Foreign Parts Besitzerin der Codrington Plantations gewesen war.

### Afrika
Rev. Thomas Thompson, der zuerst als Missionar in New Jersey gedient hatte, errichtete 1752 die erste Missionsstation der Society bei Cape Coast Castle an der Goldküste. 1754 ermöglichte er drei Studenten von dort, nach England zu reisen und auf Kosten der Society zu Missionaren ausgebildet zu werden. Zwei von ihnen starben, aber der überlebende, Philip Quaque, wurde der erste Afrikaner, der in die Anglikanische Gemeinschaft ordiniert wurde. Er kehrte 1765 an die Golfküste zurück und arbeitete als Missionar bis zu seinem Tod 1816.
Missionsarbeit in Südafrika begann 1821 und die Arbeit machte unter der Leitung von Bischof Robert Gray in einem größeren Umfeld Fortschritte. 1850 reichte der Einfluss bereits bis nach Natal, 1859 bis nach Zululand, 1871 nach Swasiland und 1894 bis nach Mosambik.
Zwischen 1752 und 1906 hatte die Society 668 europäische und einheimische Missionare in Afrika.

### Weltweite Ausbreitung
Als eine der Hauptdienststellen, die Missionare aussandte, gründete die Society Missions-Außenposten in Kanada (1759), Australien (1793) und Indien (1820). Später verbreitete sie sich auch außerhalb des Britischen Weltreiches bis China (1863), Japan (1873) und Korea (1890). Mitte des 19. Jahrhunderts war die Arbeit der Society stärker auf die Entwicklung und Unterstützung einheimischer Anglikanischer Kirchen und die Ausbildung von Führern der Kirchen vor Ort ausgerichtet. Die Leitung und Pflege von kolonialen und Auslandsgemeinden war bereits in den Hintergrund getreten.
Von der Mitte des 18. Jahrhunderts bis zum Zweiten Weltkrieg blieb die Methode der Missionsarbeit ähnlich: pastorale, evangelistische, pädagogische und medizinische Arbeit, die zum Wachstum der Anglikanischen Kirche beitrug und Bestrebungen, das Leben der Menschen vor Ort zu verbessern. In dieser Zeit unterstützte die SPG immer mehr einheimische Missionare und Missionarinnen, sowie Ärztliche Mission.

### Frauen in Leitungsaufgaben
Die Society war zu einem gewissen Grad sozial fortschrittlich. Seit der Mitte des 18. Jahrhunderts ermutigte sie alleinstehende Frauen aus Großbritannien zur Arbeit als Missionarinnen auf eigene Rechnung. 1866 gründete die SPG die Ladies’ Association for Promoting the Education of Females in India and other Heathen Countries in Zusammenarbeit mit den Missionen der Society. 1895 wurde diese Gruppe aufgewertet zur Women’s Mission Association for the Promotion of Female Education in the Missions of the SPG.
Die Förderung von Frauen in Leitungspositionen wurde über lange Jahre vor allem von der Frauenwahlrechtsaktivistin Louise Creighton vorangetrieben. Während der Hochzeit der Missionsaktivität der SPG in Indien zwischen 1910 und 1930 arbeiteten mehr als 60 europäische Missionarinnen als Lehrerinnen, Medizinerinnen oder in entscheidenden Verwaltungspositionen vor Ort. In Japan wurde Mary Cornwall-Legh, die unter Hansen's disease-Patienten in Kusatsu (Gunma) arbeitete, bekannt als die effektivste Missionarin der Nippon Sei Ko Kai.

### Neuorganisation nach dem Zweiten Weltkrieg
Die SPG blieb auch nach dem Zweiten Weltkrieg zusammen mit der Church Mission Society (CMS) die führende evangelistische Organisation für die Kirchen von England, Wales und Ireland. Im Kontext der Entkolonisierung und von Indiens Unabhängigkeit 1947 wurden neue Modelle globaler Missionsaufgaben der Mitgliedsprovinzen der Anglican Communion notwendig. Im Zuge der Vereinigung der SPG mit der Universities' Mission to Central Africa (UMCA), 1965, und mit der Cambridge Mission to Delhi, 1968, woraus die United Society for the Propagation of the Gospel (USPG) entstand, konzentrierte sich die Gesellschaft nun auf die Ausbildung von Geistlichen und Unterstützung von Entwicklungsspezialisten.

## Wichtige Kirchen und Bildungseinrichtungen
Die Liste der Institutionen, die von SPG und USPG gegründet und unterstützt wurden, ist sehr lang und umfasst Institutionen in aller Welt. Teilweise wurden diese direkt gegründet, teilweise spielten auch nur Mitarbeiter der Society wichtige Rollen als Gründer, Fundraiser und Verwaltungsmitarbeiter.
Vereinigte Staaten
- Christ Church, Dover, Delaware (1704)
- St. Paul’s Church (heute: Old Narragansett Church), Wickford, Rhode Island (1706)
- Trinity Church on the Green, New Haven, Connecticut (1752)

Neuseeland
- St John’s College, Auckland (1843)

Südafrika
- Grahamstown Cathedral, Grahamstown (1824)
- Diocesan College, Kapstadt (1849)

Myanmar
- St. John’s College, Rangun (1863)

Japan
- St. Andrew’s Cathedral, Tokio (1879)
- Kobe Shoin Women’s University, Kōbe (1892)

Indien
- St. Stephen’s College, Delhi (1881)

China
- St. Faith's School, Peking (1890)

Ghana
- Adisadel College, Cape Coast (1910)

## Gegenwärtige Aktivitäten
Heute beschränkt sich die Gesellschaft nicht mehr auf die Aussendung von Missionaren, sondern fördert die Fähigkeiten der Kirchen vor Ort sich für positive Veränderungen starkzumachen. Die United Society bemüht sich, nach ihren Statuten, „Christliche Religion zu verbreiten“ und lokale anglikanische Partnerkirchen in deren Mission unterstützen. Zu den Projekten gehören Medizinische und Soziale Programme für Schwangere und AIDS-Patienten, sowie Erziehungs und Qualifizierungsprogramme. Sie unterstützt auch die Ausbildung von Laien und ordinierten Mitarbeitern und engagiert sich auf lokaler Ebene in einer Reihe von Entwicklungshilfeprogrammen.
Noch immer ist die NGO fest mit der Church of England verbunden, der Präsident ist der Erzbischof von Canterbury.
Projekte in Afrika nehmen den größten Raum im Spendenaufkommen der United Society ein. 2013 unterstützte die United Society Programme in 20 verschiedenen Ländern.